# Águas Férreas
Águas Férreas (portugiesisch für eiserne Wässer) ist eine Ortschaft in der portugiesischen Gemeinde Laundos (Kreis Póvoa de Varzim). Dort lebten 152 Einwohner (Stand: 2001).

## Lage
Der Ort liegt etwa anderthalb Kilometer nördlich des Kernortes. Zur Autoestrada A 28 (auch IC 1) sind es 1 km. Nördlich der Siedlung liegt die etwa 500,00 m² große Industriezone von Laúndos (Zona Industrial de Laundos). 

## Besonderheiten
In Águas Férreas befindet sich eines von vier in dieser Gegend gefundenen  prähistorischen Hügelgräbern, das Mamoa da Estrada.